# Сновидение
Сновиде́ние — это субъективное восприятие образов (зрительных, слуховых, тактильных, вкусовых, обонятельных), возникающих в сознании у спящего человека. Сновидения происходят, в основном, в фазе быстрого сна, когда активность мозга высока и напоминает бодрствование. Поскольку фаза быстрого сна обнаруживается у многих видов животных и у всех млекопитающих, явная связь сновидений с фазой быстрого сна привела к предположениям, что животные видят сны. Однако люди также видят сны во время других фаз сна, не являющегося фазой быстрого сна, и имеющиеся отчёты о сновидениях связаны не со всеми периодами быстрого сна. Для изучения сновидения необходимо сначала получить отчёт о воспоминаниях субъекта о сновидении. Таким образом, сновидения не-людей в настоящее время недоказуемы, как и сновидения человеческих зародышей и довербальных младенцев.

## Общие сведения
Наука, изучающая сон, называется сомнологией, а сновидения — онейрологией. Сновидения считаются связанными с фазой быстрого движения глаз (БДГ), которая возникает примерно каждые 1,5—2 часа сна, и её продолжительность постепенно удлиняется. Она характеризуется быстрым движением глаз, стимуляцией варолиева моста, учащённым дыханием и пульсом, и временным расслаблением скелетных мышц тела. Новейшие исследования доказывают, что сновидения возникают также и во время медленного сна. Но только эти сны более короткие и не такие эмоциональные.
Все люди способны видеть сны, но не всегда могут о них вспомнить после пробуждения. Некоторым сны вспоминаются тусклыми и обесцвеченными, другим напротив — яркими и насыщенными. Утверждение о том, что люди видят чёрно-белые сны, связано, скорее, с тем, что во сне они не воспринимают цветов вообще, в том числе чёрных и белых, а лишь образы предметов. Красочные сны обычно свойственны детям или людям с развитым воображением. Особой разновидностью снов являются осознанные сновидения, в которых человек осознаёт, что он спит, и иногда — пытается управлять сновидением.
Если за средний возраст принять 70 лет, то из них человек спит около 23 лет, из которых 8 лет видит сновидения. Остальные 15 лет сна проходят без сновидений.

## Изучение субъективного опыта
Сохранившиеся письменные источники ранних средиземноморских цивилизаций указывают на относительно резкое изменение субъективного опыта сновидений между античностью бронзового века и началом классической эпохи. В сообщениях о снах, записанных в древних источниках, сновидящие в основном пассивны в своих снах, а визуальный контент обрамлял авторитетные устные сообщения. Гудеа, правитель шумерского города-государства Лагаш (правил ок. 2144—2124 гг. до н.э.), восстановил храм Нингирсу после того, как увидел сон, в котором ему было сказано сделать это. При переходе к классическому периоду пассивное слушание снов в значительной степени уступило место визуализированным повествованиям, в которых сновидец становится персонажем, активно участвующим в нем.
В период с 1940-х годов по 1985 год американский психолог Келвин С. Холл, работавший в Кейсовском университете Западного резервного района собрал более 50 000 отчетов о сновидениях. В 1966 году Холл и Роберт Ван де Кастл опубликовали работу «Контент-анализ сновидений», в котором они обрисовали систему кодирования для изучения 1000 отчётов о сновидениях, полученных от студентов университета. Результаты показали, что участники исследования из разных частей мира продемонстрировали сходство в содержании своих снов. Единственное наследие авторитетной фигуры — источника указаний и сообщений сновидений древности в списке персонажей снов Холла и Ван де Кастла — фигура Бога в категории выдающихся личностей. Полные отчеты о сновидениях Холла были обнародованы в середине 1990-х протеже Холла Уильямом Домхоффом. Более поздние исследования рассказов о сновидениях, хотя и предоставляют более подробную информацию, по-прежнему продолжают ссылаться на исследование Холла как на авторитетный источник информации.
В исследовании Холла самой распространенной эмоцией, испытываемой во сне, была тревога. Другие эмоции включали покинутость, гнев, страх, радость и счастье. Отрицательные эмоции встречались гораздо чаще, чем положительные.

## Толкование сновидений
Издавна сновидения связывались с подземным и потусторонним миром. Считалось, что сновидение несёт некое зашифрованное сообщение. Как правило, в древних и традиционных культурах бытовала вера в то, что это послание имеет отношение, прежде всего к будущему человека или его окружения. Сновидения посылались человеку высшими существами (богами и проч.) именно с этой целью. Толкованием сновидений на основе особых сонников занимались либо жрецы, либо особые профессионалы (как, например, в странах арабского мира). Так, целиком сохранился греческий сонник II—III века н. э. — «Онейрокритика».
Интерес к научному изучению сновидений возник с новой силой в конце XIX — начале XX веков в связи с бурным развитием психологии, физиологии и философии. Большее количество исследователей придерживалось мнения о том, что сновидение представляет собой бессмысленный набор фантастических образов, которые возникают в связи с ослаблением роли сознания, которое отбирает впечатления бытия для формирования цельной картины действительности и продуцирования тех или иных действий для решения различных задач. В процессе сна сознание не контролирует эти впечатления, и они хаотически перемешиваются и порождают причудливые образы и мысли. Пытаться толковать сновидения, по мнению этих учёных, не имеет смысла.

### По Фрейду
Другие исследователи отмечали определённую закономерность появления образов в сновидении и пытались её понять. Некоторыми учёными высказывалась мысль о том, что большинство образов сновидения связаны с бессознательным. На рубеже XIX и XX веков эти теории были обобщены и значительно развиты Зигмундом Фрейдом.
Для анализа психологических процессов, порождающих образы сновидений, Фрейд предложил метод свободных ассоциаций. Картина сна признаётся им несущественной. По его мнению, необходимо перенести внимание на детали сновидения и вспомнить всё, что, осмысленно или бессмысленно, влечёт за собой каждая из них. Всякая критика в момент обнаружения ассоциаций должна быть блокирована. Множество мыслей, вызванных к жизни сновидением, пересекаясь, образуют устойчивое ядро, за которым Фрейд видел невысказанное желание сознания. Иными словами, он пришёл к выводу, что главная функция сновидения — осуществление подавленного цензурой рассудка желания, главным образом сексуального. При этом он уточнял, что мы сами можем не осознавать эти желания или же скрывать их от самих себя, считая непристойными или общественно опасными. В то же время Фрейд отмечал: «Чем больше занимаешься толкованием сновидений, тем больше убеждаешься в том, что большинство сновидений взрослых имеет в основе своей сексуальный характер и даёт выражение эротическим желаниям». С другой стороны, по Фрейду сновидение, как правило, не раскрывает явно своего сексуального характера, и события, переживаемые во сне, могут выглядеть вполне невинно: путешествие по железной дороге, игра с маленьким ребёнком, шляпа странной формы.

### Толкование сновидений К. Юнга
Карл Густав Юнг, ученик Фрейда, предложил более широкий подход в анализе сновидений. Юнг не разделял концепцию Фрейда, будто сновидения являются «шифром», кодирующим запретные импульсы либидо, репрезентацией неосуществленных желаний, считая такой взгляд упрощенным и наивным. На самом деле сновидение, писал Юнг, является «прямой манифестацией бессознательного», и только «незнание его языка мешает понять его послание». Сознательная, или «дневная» жизнь души дополнена бессознательной, «ночной» стороной, которую мы воспринимаем как фантазию. Юнг считал, что, несмотря на очевидную важность нашей сознательной жизни, нельзя недооценивать важность бессознательной жизни в сновидениях.

## «Управление» сновидениями
Сновидение, во время которого человек осознаёт, что спит, называется «осознанное сновидение». В осознанном сновидении, как правило, человек способен частично или полностью управлять сюжетом сновидения. У многих народов мира существовали или существуют по сей день традиции управления сновидениями (как правило, в рамках шаманизма). Шаманы многих народов используют сновидения или сноподобные состояния для предсказаний, общения с духами и т. д. Традиционные техники сохранения осознанности в сновидении многообразны. Некоторые из них: прямое вхождение в сновидение путём концентрации на образе сновидения, вхождение в транс, длительное бодрствование (более 3 суток), длительная аскеза (голодание, жажда), использование психоактивных веществ (например, отвар Калеи закатечичи). Всплеск интереса к осознанным сновидениям произошёл в середине XX века, в том числе со стороны психологов и физиологов. Наиболее известны работы американского психофизиолога Стивена Лабержа. Появились современные методы вхождения в осознанные сновидения, например, ведение дневника сновидений, использование специальных приборов (устройства, фиксирующие быстрые движения глаз, и посылающие световые сигналы на веки спящего) и т. д. Способность людей проявлять осознанность в сновидении различна, некоторые люди от природы умеют управлять сновидениями, другим необходимо развивать в себе эту способность. Существуют попытки использовать осознанные сновидения в психотерапии.

## Сновидение в религии
В махаянском буддизме сновидение рассматривается не как нечто противоположное реальному миру, а в качестве «одной из манифестаций различных фаз иллюзорности». Так, согласно Вималакирти-сутре, мир является подобным четырнадцати иллюзорным явлениям, в том числе миражу и сну. С точки зрения буддистов, и сновидение, и реальный мир являются «равнозначным психологическим опытом».
В школе дзэн в контексте сновидений значительно почитался текст Чжуан-цзы о бабочке, в котором проснувшийся Чжуан-цзы спрашивал себя, является ли он Чжуан-цзы, которому снилась бабочка, или бабочкой, которой снится, будто она Чжуан-цзы. Основатель крупнейшей дзэнской школы Сото-сю Догэн считал, что сновидения даже «более реальны, чем дневная реальность». В ряде буддийских текстов такая более истинная реальность сновидения обосновывалась тем, что сновидение гораздо лучше олицетворяет непостоянство и бессущностность мира.

## Дежавю
Существует предположение, что феномен дежавю может возникать в тех случаях, когда приснившаяся ситуация и обстановка, стимулированная во сне подсознательной деятельностью мозга, повторяется в реальной жизни. Это подтверждение эффективности подсознательной обработки и моделирования реальных явлений, их прогнозирования во время переживания сновидения. Кроме того, есть мнение, что данный феномен вызван т. н. деперсонализацией.